# Tintenherz
Tintenherz (publicado no Brasil com o título Coração de Tinta, em 2006) é um livro infanto-juvenil da escritora alemã Cornelia Funke. É o primeiro volume da trilogia Die Tintenwelt (O Mundo de Tinta), e foi adaptado para o cinema em 2008, no filme Coração de Tinta.
A série foi complementada pelos livros Tintenblut (Sangue de Tinta, 2005) e Tintentod (Morte de Tinta, 2007). A trilogia foi publicada no Brasil pela editora Companhia das Letras, com tradução de Sonali Bertuol para os dois primeiros volumes e Carola Saavedra para o terceiro.

## Sinopse
Meggie é filha de um restaurador de livros antigos, Mortimer Folchart, um apaixonado pela leitura que, contudo, nunca lê nada em voz alta. Mo, como é conhecido pelos amigos e parentes, vive o drama de ser o Língua Encantada, uma pessoa com o incrível dom de tornar real qualquer objeto ou os personagens de um livro bastando ler o trecho em voz alta, com o preço de algo do mundo real desaparecer em troca daquilo que foi trazido do livro. Algo que descobriu tarde demais, ao ler o livro Coração de Tinta  para Meggie, os vilões do livro ganharam vida e, em troca, a esposa de Mo foi parar dentro da ficção. Desde este dia nunca mais leu nada em voz alta e esconde o precioso livro de Capricórnio, um terrível vilão extraído de suas leituras..